# Nell'anno del Signore
Nell'anno del Signore è un film del 1969 scritto e diretto da Luigi Magni, liberamente basato su un fatto realmente accaduto: l'esecuzione capitale di due carbonari nella Roma papalina nei primi anni della Restaurazione.
Si tratta del primo film d'una trilogia ideale del cineasta romano, proseguita con In nome del Papa Re (1977) e In nome del popolo sovrano (1990), incentrata sul tema del rapporto tra il popolo e l'aristocrazia romana con il potere pontificio contestualmente ai turbolenti avvenimenti del periodo risorgimentale.

## Trama
Roma, 1825: è in corso il pontificato di Leone XII, caratterizzato da una politica reazionaria e intransigente, in cui la repressione di qualsiasi forma di libertà individuale è attuata da uno stato di polizia e dalle trame del subdolo cardinal Rivarola. Gli ebrei sono costretti a rimanere rinchiusi nel Ghetto, umiliati da forzati tentativi di conversione; la polizia agli ordini del colonnello Nardoni fa rispettare un rigido coprifuoco.
Malgrado tutto, sulla statua parlante di Pasquino vengono continuamente affissi scritti ironici e duramente critici nei confronti del governo; e si svolgono in segreto riunioni della carboneria, che auspicano una rivoluzione popolare. Due carbonari, Leonida Montanari, romano, e Angelo Targhini, modenese, si ritengono costretti a pugnalare un loro compagno, il principe Filippo Spada, che, in crisi di coscienza a causa di una malattia mortale della sua bambina, si era pentito dell'affiliazione alla carboneria e aveva rivelato dei segreti al colonnello Nardoni.
Spada, però, riesce a salvarsi dalle ferite di coltello di Targhini e Montanari e li denuncia alla polizia pontificia: la sorte dei due carbonari è segnata, e dopo un processo sommario, i due sono condannati alla ghigliottina. La storia si intreccia con quella del ciabattino Cornacchia e della sua amante Giuditta, una bella ragazza ebrea. I due, meno colti e meno inclini ai cambiamenti radicali rispetto ai carbonari, si erano legati però di affetto con Montanari e Targhini e si sforzano di aiutarli.
Cornacchia propone al cardinal Rivarola di rivelargli l'identità di Pasquino una volta ottenuta la grazia per i due condannati: dato che Pasquino è lui stesso, il ciabattino offre di fatto la propria vita per quella dei carbonari. Ma è tutto inutile: qualche giorno prima, infatti, Cornacchia, in un moto di orgoglio di fronte alle offese di Giuditta che lo considerava un buono a nulla, aveva corretto un sacrestano che aveva commesso uno sbaglio mentre stava scrivendo, rivelando quindi che lui non era per nulla stupido e analfabeta come faceva credere in giro. Questa notizia, di persona in persona, era arrivata direttamente al Cardinale che, in questo modo mette in trappola Cornacchia/Pasquino consegnandogli una lettera, spacciandola come una grazia per Montanari, ma con su scritto "Arrestate il latore della presente, Cornacchia" e ordinandogli di portarla alle prigioni e di non farla leggere a nessuno, tranne al Capitano delle Guardie della prigione, perché la "grazia" è un segreto di stato. Cornacchia si rende conto di essere stato messo all'angolo: se consegna la lettera verrà arrestato, se non la consegna rivelerà di essere Pasquino.
Così come ultimo atto di Pasquino scrive un ultimo epigramma che invita il Papa a giustiziare i due Carbonari dato che questa fine, in fin dei conti, è quella che i due condannati segretamente sperano. Infatti questo suo comportamento non è un atto contro Montanari e Targhini, ma cerca di aiutare la loro idea di rivoluzione. Se ci fosse, di fatto, una grazia per i due, come spiega Cornacchia, il popolo considererebbe la Chiesa come un "buon padre" che minaccia punizioni terribili ma senza mai metterle in pratica. Finito di scrivere affida l'ultimo messaggio al suo successore perché lo apponga sulla statua di Pasquino. Dopodiché entra in un convento per farsi frate.
Targhini e Montanari, in attesa della fine, sono imprigionati in Castel Sant'Angelo. Viene inviato loro un frate, che insiste perché si confessino per salvarsi l'anima in punto di morte: ma i due carbonari restano fermi nel loro ateismo. Gli eventi sembrano dar ragione al cardinal Rivarola: il popolo non vuole la libertà, ma il quieto vivere e ogni tanto qualche diversivo, costituito nella fattispecie da un ghigliottinamento pubblico, infatti alcuni popolani tentano un assalto al carcere non per liberare i due carbonari ma per accelerare la loro esecuzione. Targhini e Montanari vengono così portati in piazza del Popolo davanti al boia Mastro Titta. In quel momento il povero frate irrompe e va verso i due. Nonostante le sue suppliche al cardinale di liberare i due, decide almeno di assolverli nella pubblica piazza, ma viene bloccato proprio su ordine di Rivarola e trascinato via. I due vengono giustiziati senza il conforto dei sacramenti.

Nino Manfredi e Claudia Cardinale; Nino Manfredi interpreterà ancora il ruolo di Pasquino in un film di Magni (stavolta ambientato nel 1870 e girato per il circuito televisivo), La notte di Pasquino (2003).

## Incongruenze storiche
- Targhini non era modenese, come mostrato nel film, bensì bresciano, oltretutto residente a Roma già da diversi anni (in quanto figlio del cuoco alle dipendenze del precedente Papa Pio VII), mentre Montanari, anziché romano, era cesenate; Targhini poi viene presentato come un giovane distinto, probabilmente altolocato, laddove il personaggio storico era invece d'umile estrazione e che forse aveva intrapreso la carriera paterna, mentre Montanari è rappresentato come un uomo di mezz'età, quando nella realtà era un coetaneo del primo, se non addirittura più giovane di un anno.
- Nel film, la sentenza di morte dei due carbonari viene attribuita al cardinal Rivarola, che a conti fatti arriva a ricoprirvi un po' il ruolo d'antagonista, sebbene sia storicamente accertato che Rivarola non fu coinvolto in alcuna delle fasi del processo, trovandosi all'epoca impegnato nella repressione a Ravenna d'altri moti carbonari, e che proprio in virtù di ciò non fu lui ad emetterne la condanna, che difatti fu irrogata dal cardinal Bernetti, governatore di Roma. Inoltre, sebbene nel film  il cardinale parli con una forte cadenza veneta, nella realtà era genovese.
- Alla proposta di Giuditta d'abbandonare tutto per fuggirsene a Napoli, entrambi i carbonari obiettano sardonicamente di come Napoli non fosse poi un luogo meno reazionario dell'Urbe, trovandosi appunto sotto il regno del terribile "re Ferdinando"; ma i due carbonari vennero giustiziati il 23 novembre, e Ferdinando era morto il 4 gennaio del medesimo anno.
- Cornacchia, durante uno scambio di battute serrate con Giuditta, cita testualmente Santa Rita da Cascia: ma la mistica umbra all'epoca per la Chiesa cattolica era ancora una Beata; fu infatti canonizzata solo nel 1900 da Papa Leone XIII.
- In una scena del film, Cornacchia afferma d'aver assistito al Papa che, dal proprio pulpito a piazza San Pietro, vietava la vaccinazione per il vaiolo, poiché l'inventore del vaccino sarebbe stato un giacobino. In realtà, dai documenti e carteggi dell'epoca, non risulterebbe affatto tale divieto da parte di Leone XII il quale, invece, si limitò soltanto a stabilirne la facoltatività (da principio, infatti, obbligatoria) a causa della refrattarietà della popolazione a sottoporsi al vaccino[1][2][3][4]. Tale diceria potrebbe però non trattarsi di un'ingiuria volontaria del regista, visto che in passato altri autori fecero affermazioni simili, come ad esempio Benedetto Croce nella sua Storia d'Europa nel secolo decimonono[5].
- La dimora dei pontefici, e fu così fino al 1870, non era allocata in Vaticano, bensì al Quirinale.
- In una scena girata a Piazza Mattei, nei pressi del Ghetto ebraico, Giuditta afferma durante una conversazione con Targhini che in un palazzo della stessa piazza abitavano Paolina Bonaparte, sorella del celebre condottiero ed imperatore Napoleone, e sua madre Maria Letizia Ramolino. In realtà, le due donne non hanno mai abitato nella zona indicata da Giuditta, con Madama Maria Letizia che risiedette nel Palazzo Bonaparte di Piazza Venezia, quindi ben distante dal Ghetto, e Paolina che invece trascorse gli ultimi anni della sua vita (morì in quello stesso 1825) unicamente a Firenze.
- Nella scena in cui Rivarola, prima dell'esecuzione dei due carbonari, ordina di bloccare il frate accorso nell'estremo tentativo di assolverli, il cardinale indossa l'abito talare nero con bottoni e fascia di colore rosso; in realtà questa veste fu introdotta da Papa Pio IX (da qui il nome di abito piano)[6], il quale ascese al soglio nel 1846, ventuno anni dopo la vicenda narrata nel film.

## Accoglienza

### Incassi
Il film registrò un ottimo successo al botteghino, risultando campione d'incassi assoluto in Italia nella stagione 1969-1970 con un ricavato di 3.218.000.000 di lire.
Detiene ad oggi il 45º posto nella classifica dei film italiani più visti di sempre con 9 901 145 spettatori paganti.

## Riconoscimenti
- 1970 – David di Donatello
  - Miglior attore protagonista a Nino Manfredi

- 1970 – Nastro d'argento
  - Miglior attore protagonista a Nino Manfredi
  - Candidatura al miglior soggetto originale a Luigi Magni
  - Candidatura alla miglior sceneggiatura a Luigi Magni
  - Candidatura al miglior attore non protagonista a Alberto Sordi

## Colonna sonora
La colonna sonora, composta dal maestro Armando Trovajoli, e che vede la collaborazione della vocalist Edda Dell'Orso (per il celebre Tema di Giuditta), è composta da questi brani:
1. Nell'Anno Del Signore
2. Castel S. Angelo
3. Paolina
4. Angelo e Giuditta
5. I Carbonari
6. Addio
7. Sotto La Ghigliottina
8. Ouverture Nell'anno Del Signore
9. Tema Di Giuditta
10. La Processione Dei Condannati
11. Dichiarazione D'amore
12. Pasquino
13. Sapessi Quanto Amore
14. Coro Della Morte
15. Piazza Del Popolo
16. Nell'Anno Del Signore (Suite)
17. Serenata Per Giuditta